# Каталонське князівство
Каталонське князівство (лат. Principatus Cathaloniæ; кат. Principat de Catalunya; окс. Principat de Catalonha; ісп. Principado de Cataluña) — середньовічна та ранньомодерна держава, що в 1162—1716 роках існувала на північному сході Піренейського півострова. Протягом більшої частини своєї історії Каталонське князівство перебувало у династичному союзі з Арагонським королівством, разом утворюючи Арагонську Корону. Між XIII і XVIII століттями Каталонське князівство межувало з Арагонським королівством на заході, Валенсійським королівством на півдні, Французьким королівством та феодальним володінням Андорра на півночі та Середземним морем на сході. Термін Каталонське князівство був офіційним до 1830-х років, коли іспанський уряд запровадив централізований поділ провінцій, але й після цього залишався використовуватись в загальному обіході.
Сьогодні термін Каталонське князівство використовується переважно для позначення земель «Історичної Каталонії», що складається з території сучасних Каталонської автономної спільноти в Іспанії та департаменту Східні Піренеїі (історичний регіон Руссілльйон або Північна Каталонія) у Франції.
Перша згадка про Каталонію та каталонців міститься в пізанській хроніці Liber maiolichinus de gestis Pisanorum illustribus (написаній між 1117 і 1125 роками), що описує завоювання Майорки спільними силами італійців на чолі з пізанцями, каталонців і окситанців. На той час Каталонія ще не існувала як політичне утворення, хоча використання цього терміну, здається, визнає Каталонію як певну культурну чи географічну цілісність. Графства, які згодом увійшли до Князівства Каталонія, поступово об'єдналися під владою графа Барселони. У 1137 році Барселонське графство і Арагонське королівство були об'єднані під однією правлячою династією, утворивши те, що сучасні історики називають Арагонською Короною. Однак протягом наступних століть Арагон і Каталонія зберігали власну політичну структуру та правові традиції. За Альфонсо I Трубадура (правив у 1164—1196) Каталонія вперше стала розглядатися як юридична особа. Тим не менш, термін Каталонське князівство юридично не використовувався до XIV століття, коли він став застосовуватися до територій, керованих каталонськими судами.
Шлюб Фернандо II Арагонського та Ізабелли I Кастильської в 1469 році заклав основи об'єднанної Іспанської монархії. Після відкриття Америки кастильською експедицією на чолі з Колумбом у 1492 році, розпочалася іспанська колонізація Америки і політична влада почала переміщатися в бік Кастилії. Напруженість між каталонськими інститутами та монархією, поряд із селянськими повстаннями, спровокували Війну женців (1640—1659). За Піренейським мирним договором Руссільйон відійшов до Франції. Під час Війни за іспанську спадщину (1701—1714) Арагонська Корона підтримувала ерцгерцога Карла Габсбурга. Після капітуляції Барселони в 1714 році, новий король Філіп V з династії Бурбонів, за французьким зразком запровадив абсолютизм і об'єднавчу адміністрацію по всій Іспанії, а також ухвалив декрети «Нуева Планта» для кожного королівства Арагонської Корони, які придушили каталонські, арагонські, валенсійські та майорканські політичні інститути та права та об'єднали їх у Кастильську Корону як провінції. Проте Каталонське князівство залишалося адміністративною одиницею до впровадження поділу Іспанії на провінції 1833 року, який розділив Каталонію на чотири провінції.

## Історія

### Виникнення

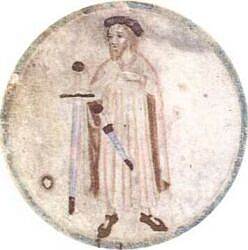
Вільфред Волохатий, зображений у Генеалогії королів Арагону, бл. 1400

Як і більшість середземноморського узбережжя Піренейського півострова, прибережна територія Каталонії була колонізована стародавніми греками, головне поселення яких знаходилась в Розасі. І греки, і карфагеняни налагоджували контакти з місцевим іберійським населенням. Після поразки Карфагена в Другій Пунічній війні, територія Каталонії разом з рештою Іспанії стала частиною Римської імперії, Таррако був одним із головних римських постів на Піренейському півострові та столицею провінції Тарраконська Іспанія.

Графство Барселона (сіро-блакитним) після смерті Рамона Беренгера III (1131)

Після розпаду Західної Римської імперії наприкінці V століття, регіон потрапив у склад Вестготського королівства. В 711—718 роках Вестготське королівства було захоплене маврами з африканського континенту і Каталонія разом із більшістю території Піренейського півострова опинилась в складі мусульманського Аль-Андалуса. Після того, як Карл Мартел завдав поразки мусульманським військам в Битві під Туром у 732 році, франки поступово встановили контроль над захопленими мусульманами вестготськими територіями на північ від Піренеїв. У 795 році Карл Великий заснував те, що стало відомим в історіографії та деяких франкських хроніках як Іспанська марка (Marca Hispanica), буферну зону за межами провінції Септиманія, що складалася з місцевих адміністрованих окремих графств, які служили оборонним бар'єром між Омейядами Аль-Андалусу і Королівством Франків.
В Середньовіччі почала розвиватися особлива каталонська культура. Графи Барселони були васалами держави франків і призначались спочатку імператором Каролінгської імперії, а потім королем Західнофранкського королівства (801—988). У 878 році Вільфред Волохатий, граф Урхеля і Серданьї, був призначений графом Барселони, Жирони і Оссони. Відтоді ці три останні графства завжди керувалися однією особою, ставши політичним ядром майбутнього Каталонського князівства. Після своєї смерті в 897 році Вільфред зробив їхні титули спадковими і таким чином заснував династію Барселонського дому, яка правила Каталонією до смерті Мартина I, її останнього правлячого члена, у 1410 році. В IX—XII століттях було засновано багато абатств тоді як у містах були відновлені єпископські резиденції, що утворили важливі центри мистецького та інтелектуального життя. Ці релігійні центри сприяли значному поширенню романського мистецтва в Каталонії (монастирі Санта-Марія-де-Ріполь і Монтсеррат, колегіальна церква Кардони, собор Жирони і т.ін.), а також підтримці багатих бібліотек, що формувались класичними, вестготськими та арабськими творами. Вчений і математик Жербер д'Орійяк (майбутній папа під ім'ям Сильвестра II) навчався в Віку та Ріполі, а знання математики та астрономії були введені з арабських джерел.

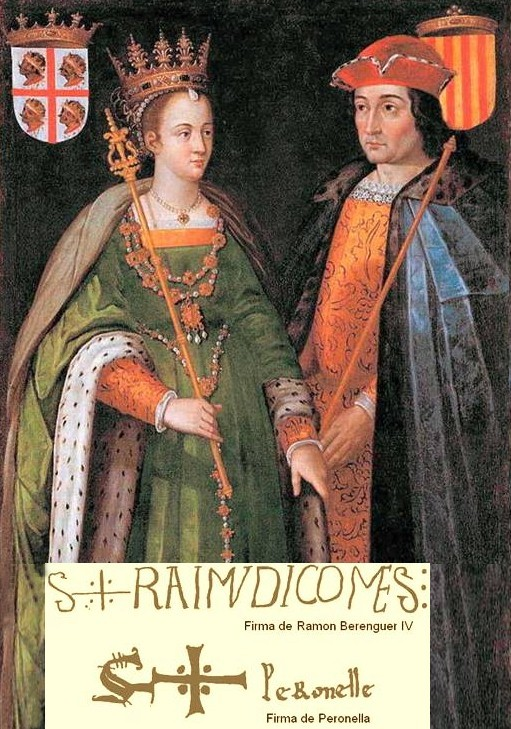
Петронілла Арагонська та Рамон Беренгер IV, граф Барселони, династичний союз Корони Арагону. Картина Філіппо Аріосто (XVI ст.)

У 988 році граф Боррель II не визнав влади франкського короля Гуго з нової династії Капетингів, фактично вивівши Барселону з-під влади франків. З цього моменту графи Барселони часто називали себе принцепсом (князем), щоб показати свою перевагу над іншими каталонськими графами. Протягом IX і X століть графства дедалі більше перетворювалися на суспільство алоєрів, селян-власників невеликих сімейних ферм, які жили натуральним сільським господарством і не мали формальної феодальної підлеглості. На початку XI століття каталонські графства переживають важливий процес феодалізації і поширюють зв'язки васальної залежності на це раніше незалежне селянство. Середні роки століття характеризуються запеклою класовою боротьбою. Проти селян було розв'язано сеньйоріальне насильство, використовуючи нову військову тактику, засновану на найнятті добре озброєних найманців верхи на конях. До кінця століття більшість алоерів були перетворені у васалів. Під час регентства графині Ермезінди Каркассонської (1017—1057), яка отримала владу над Барселоною після смерті свого чоловіка графа Рамона Борреля, розпад центральної влади був очевидним. Відповіддю Католицької Церкви на феодальне насильство було встановлення сагрерів навколо церков і рух Миру і Божого Перемир'я. Першу асамблею миру та перемир'я очолив абат Оліба в Тулузі, Руссійон, у 1027 році. Онук Ермезінди, граф Рамон-Беренгер I, розпочав кодифікацію каталонського права в письмовій Барселонській традиції, яка мала стати першою повною компіляцією феодального права в Західній Європі. Правова кодифікація була частиною зусиль графа, спрямованих на просування та якимось чином контроль над процесом феодалізації.
За графа Рамона Беренгера III графство Барселона пережило новий етап територіальної експансії. В 1113—1115 роках організував спільний каталонсько-пізанський Балеарський хрестовий похід.

### Династичний союз з Арагонським королівством

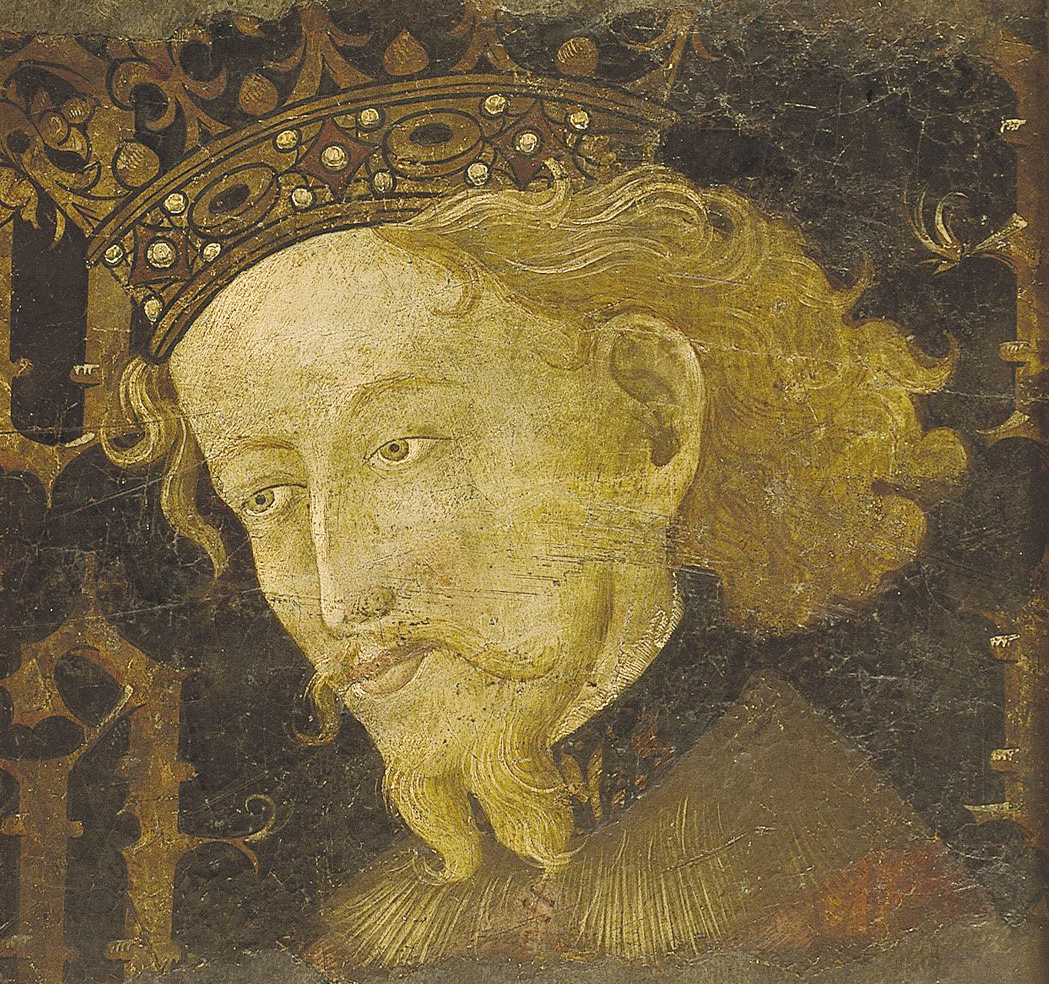
Хайме I Завойовник

У 1137 році граф Рамон-Беренгер IV одружився з королевою Петроніллою Арагонської, встановивши династичний союз графства Барселона та його домініонів з Арагонським королівством, який мав створити Арагонську Корону. Під час правління Рамона-Беренгера IV каталонці завоювали Леріду та Тортосу. Його син Альфонсо став першим королем Арагону та одночасно графом Барселони і усі наступні королі Арагонської Корони володіли цими титулами. Під час правління Альфонсо, у 1173 році, Каталонія була вперше була сформована юридично і одночасно була сформована перша компіляція Звичаїв (звичаєвого права) Барселони (Consuetudinem Cathalonie), які стали основою подальшого каталонського законодавства. Окрім Звичаїв, між 1170 і 1195 роками були зібрані та написані Liber feudorum maior і Gesta Comitum Barchinonensium, які втрьох склали основу каталонської політичної ідентичності.
Син Альфонсо II, король Педро II зіткнувся з необхідністю захисту окситанських територій, придбаних з часів Рамона Беренгера I, від французьких хрестоносців, що очолювали Альбігойський хрестовий похід. Несподівана поразка короля Педро та його васалів і союзників, графів Тулузи, Коммінга і Фуа в Битві при Мюре (12 вересня 1213 р.) призвели до розірванню культурних та економічних зв'язків, що існували між стародавніми територіями Каталонії та Лангедоку.

Історична Каталонія: темнішим виділена Північна Каталонія (нині французькі Східні Піренеї), світлим — іспанська автономія Каталонія

У Корбейському договорі, 1258, Хайме I, нащадок Суніфреда і Белло Каркассонського і тому спадкоємець Барселонського дому, відмовився від своїх сімейних прав і володінь у Лангедоці і визнав короля Капетингів Франції Людовика IX спадкоємцем династії Каролінгів. Натомість король Франції офіційно відмовився від своїх претензій на феодальне панування над усіма каталонськими графствами. Цей договір підтвердив, з французької точки зору, незалежність каталонських округів, засновану та реалізовану протягом попередніх трьох століть, але також означав непоправне роз'єднання між народом Каталонії та Лангедока.
Каталонія, що була прибережною територією Арагонської Корони з Барселоною як головним портом, стала головним центром морської влади Корони, сприяючи та допомагаючи розширити її вплив і могутність шляхом територіальних завоювань та торгівлі у Валенсійському, Майорканському, Сардинському та Сицилійському королівствах.

## Політичні інститути
Інституційна система Каталонського князівства розвивалася протягом століть. В Каталонії були утворені політичні органи, аналогічні органам інших королівств Арагонської Корони (такі як суди, Женералітат або Consell de Cent) і законодавство (конституції, похідні від Урядів Барселони), які значною мірою обмежили королівську владу та закріпили політичну модель пактизму. В Каталонії був потужний флот та армія, зокрема піхотинці-альмогавари, а також активно розвивалась торгівля. Каталонська мова процвітала та поширювалася на нові ткриторії, що додавались до Корони, включаючи Валенсію, Балеарські острови, Сардинію, Сицилію, Неаполь та Афіни, утворюючи таласократію в Середземному морі. Криза XIV століття, кінець правління Барселонського дому (1410) і громадянська війна (1462—1472) послабили роль князівства в Короні та міжнародних справах.

## Символи
Як держава під королівським суверенітетом Каталонія, як і інші політичні утворення того періоду, не мала власного прапора чи герба в сучасному розумінні. Однак для ідентифікації Князівства та його інституцій використовували різноманітні королівські та інші символи.
|  | Сеньєра є одним із найстаріших прапорів у Європі, який використовується в наш час (але не в постійному використанні). Існує кілька теорій, які стверджують каталонське або арагонське походження символу. Незважаючи на те, що він залишався особистою емблемою монарха, у ранній сучасний період він часто територіалізувався, щоб окремо представляти королівства Корони Арагону, серед яких Князівство Каталонія.                                 |
|  | Прапор Святого Георгія, який використовується Депутацією Генерального Генералітату та його армією. |
|  | Прапор Барселони, столиці Князівства, який вперше з'явився в 1329 році. У 1335 році король Петро IV Церемонний дав дозвіл Раді Сотні використовувати його королівський знак (чотири смуги). Хоча в 1344 році чотири смуги вже були закріплені указом, число тривалий час коливалося між чотирма і двома. На початку Нового часу його замінив прапор святої Євлалії. Він також з'являється на деяких картах як прапор, який ідентифікував Князівство. |
|  | Королівський герб короля Арагону і графа Барселони. |
|  | Хрест Святого Георгія як прапор Депутації Генерального або Генералітату. |